# Lake Carasaljo
Umělé jezero v centru Lakewood Township v New Jersey, Lake Carasaljo, bylo vytvořeno v polovině 18. století přehrazením jižní větve řeky Metedeconk tak, aby voda poskytovala energii potřebnou pro provoz pily Three Partners Mill. Svůj současný název dostalo jezero v roce 1865, kdy bylo město přejmenováno z Bergen Iron Works na Bricksburg.